# Shinwa
Shinwa (神話) é um EP da banda japonesa Malice Mizer, lançado em 1 de fevereiro de 2000. É um tributo do grupo ao baterista Kami, que faleceu em 1999, contendo músicas que ele compôs.

## Visão geral
O baterista Kami esteve pensando em compor músicas para a banda há algum tempo, então ele começou  praticar guitarra e comprou um sintetizador para esse fim. Kami mostrou suas músicas à banda pela primeira vez em abril de 1999, já tituladas: "Unmei no Dea" e "Mori no Naka no Tenshi".
Mana descreveu as duas faixas como pólos opostos. Ele descreveu "Unmei no Deai", que Kami disse ter uma imagem francesa, como tendo uma "gentileza" que Malice Mizer nunca havia feito antes. Foi a música mais complicada do EP e sofreu uma mudança significativa enquanto a arranjavam. Mana sentiu que "Mori no Naka no Tenshi" era mais brilhante e disse que tinha uma "sensação divertida". Querendo manter aquele sentimento alegre e enérgico, a banda não almejava uma parte de guitarra bem arranjada.
Quando Kami morreu em junho de 1999, em vez de realizar um memorial público para ele, os membros do Malice Mizer optaram por finalizar e lançar duas de suas canções que sentiram que melhor transmitiam os sentimentos do baterista. Eles aguardaram para lançá-las em 1º de fevereiro do ano seguinte, que é o aniversário de Kami e compuseram a faixa de abertura "Saikai" para mostrar seus sentimentos por ele.

## Recepção
Alcançou a 29ª posição na Oricon Albums Chart e permaneceu na parada por 2 semanas.

## Faixas
| N.º | Título                                  | Duração |  |
| 1.  | "Saikai (再会)"                         | 1:29    |  |
| 2.  | "Unmei no Dea" (運命の出会い)           | 5:10    |  |
| 3.  | "Mori no Naka no Tenshi (森の中の天使)" | 5:45    |  |

## Ficha técnica
- Hitoshi Konno – violino
- Motohide Tanaka – diretor
- Nobuhiko Nakayama – programação do sintetizador e design de som
- Yoichiro Kano – gravação e mixagem
- Masao Nakazato – masterização